# Медаль к столетию Белорусской Народной Республики
Медаль к столетию БНР (классич. бел. Мэдаль да стагодзьдзя БНР) — награда Рады БНР, учреждённая 23 марта 2018 года. Медалью награждено более 130 человек из Беларуси и из-за рубежа.

## История
Медаль была учреждена 23 марта 2018 года президентом Рады БНР Ивонкой Сурвиллой в честь 100-летнего юбилея основания БНР.

## Основания для награждения
Согласно статуту, медаль вручается за прижизненные заслуги в области популяризации Беларуси и белорусского народа, отстаивания независимости и государственного суверенитета Беларуси, а также за борьбу за свободу и демократию в стране.
Медаль вручается:
- тем, кто боролся за независимость Беларуси;
- общественным и культурным деятелям из Беларуси и из-за рубежа;
- иностранцам, которые способствовали в популяризации Беларуси в мире и другими способами способствовали её национальным интересам.

## Описание награды
Медаль изготовлена из бронзы и имеет округлую форму диаметром 38,61 мм.
На аверсе находится изображение герба «Погоня», окружённая двумя дубовыми ветвями и надписью «Рада Белорусской Народной Республики» (бел. Рада Беларускай Народнай Рэспублікі).

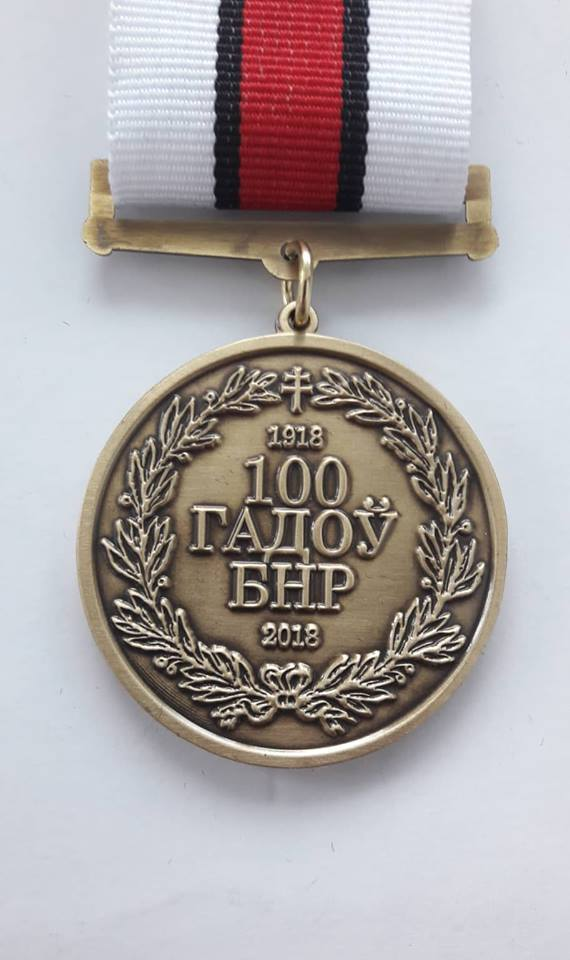
Реверс медали

На реверсе изображена надпись «Сто лет БНР» (бел. Сто гадоў БНР), даты «1918» и «2018», лавровый венок и традиционный белорусский шестиконечный крест.
Лента медали состоит из нескольких прямоугольных полос белого, красного и чёрного цветов в следующем порядке: широкая белая, узкая чёрная, широкая красная, узкая чёрная, широкая белая. Вверху лента закреплена бронзовой колодкой с надписью «B.N.R.». Ширина ленты — 34 мм.

## Награждения
Медалью «Сто лет БНР» награждено более 130 людей из Беларуси и других стран. Среди них есть общественные и культурные деятели Беларуси, белорусские политзаключённые, зарубежные политики и многие другие.
Самые известные из них:
- Владимир Орлов — белорусский писатель и общественный деятель.
- Франак Вечёрко — белорусский журналист и общественный деятель.
- Винцук Вечёрко — белорусский политик и общественный деятель, бывший председатель партии БНФ.
- Наталья Радина — белорусская журналистка и правозащитница.
- Алесь Беляцкий[3] — белорусский правозащитник, председатель правозащитного центра «Вясна».
- Владимир Некляев — белорусский поэт и общественно-политический деятель.
- Юрий Туронок — белорусский и польский общественный деятель и историк.
- Адам Мальдис — белорусский поэт и переводчик.
- Радим Гарецкий — белорусский учёный геолог-тектонист.